# Фігель Антон Тимофійович
Антон Тимофійович Фі́гель (нар. 27 листопада 1919, Криниця — пом. 20 лютого 2000, Львів) — український майстер різьблення по дереву; член Спілки радянських художників України.

## Біографія
Народився 27 листопада 1919 року в місті Криниці (нині Криниця-Здруй, Малопольське воєводство, Польща). Протягом 1934—1937 років навчався у різьбярській майстерні Жароффе в Криниці. 1945 року був депортований до України. Жив у місті Монастириська, згодом переїхав до Львова. З 1950 року працював різьбярем в артілі імені 5 грудня у Львові, а через певний час у Львівському художньо-виробничому комбінаті Художнього фонду України. Мешкав у Львові в будинку на вулиці Яровій, № 1, квартира № 2. Помер у Львові 20 лютого 2000 року.

## Творчість
Автор творів:
- «Гуралі» (1949, горельєф);
- «В день матері» (1950);
- «Портрет Тараса Шевченка» (1951);
- «Портрет Миколи Гоголя» (1952);
- «Лемко» (1952);
- «Лемкиня» (1952);
- «Народні музики» (1960);
- «Катерина» (1961);
- «Кобзар» (1961);
- «Сова» (1961);
- «Чабани» (1963);
- «Зустріч Тараса Шевченка з художником Іваном Сошенком у Літньому саду» (1964; Національний музей українського народного декоративного мистецтва);
- «Тарас Шевченко» (1964, барельєф);
- «Скрипаль» (1967);
- «Народні майстри Гуцульщини Семен Корпанюк, Юрій Шкрібляк, Василь Шкрібляк» (1969);
- «Повернення» (1974).

Брав участь у республіканських виставках з 1951 року, всесоюзних — з 1968 року.
Крім вище згаданого музею, окремі роботи зберігаються також у Музеї етнографії та художнього промислу у Львові.